# Семилово (озеро)
Семи́лово (каз. Семилово) — озеро в Жамбылском районе Северо-Казахстанской области Казахстана. Находится в 6 км к северу от села Пресновка.
По данным топографической съёмки 1940-х годов, площадь поверхности озера составляет 9,4 км². Наибольшая длина озера — 5,4 км, наибольшая ширина — 2,5 км. Длина береговой линии составляет 15,2 км, развитие береговой линии — 1,4. Озеро расположено на высоте 133,2 м над уровнем моря.